# Белиды
Белиды (лат. Belidae) — семейство насекомых из надсемейства куркулионоидных подотряда разноядных жуков.

## Ареал
Современные представители семейства обитают в основном на территориях, ранее составлявших Гондвану: от Австралии и Новой Зеландии до Юго-Восточной Азии, а также в Южной и Центральной Америках (едва достигая Северной), на некоторых тихоокеанских островах (включая Гавайские) и в нескольких местах Африки.
Многие таксоны семейства имеют рассечённый ареал; например, Aglycyderini встречаются в двух областях на противоположных сторонах Земли, и между ними представители этой трибы не найдены.

## Палеонтология
Древнейшие представители семейства были найдены в средней юре Китая. Исследование эволюционной истории семейства Belidae на основе молекулярных данных и окаменелостей, опубликованное Ли и др. (2024), показало, что семейство возникло примерно 138 миллионов лет назад в Гондване, а также указывают на то, что хвойные деревья, скорее всего, были предковыми хозяевами изученных долгоносиков.

## Классификация
- Подсемейство Belinae Schönherr, 1826
  - Триба Agnesiotidini Zimmerman, 1994
  - Триба Belini Schönherr, 1826
  - Триба Pachyurini Kuschel, 1959
- Подсемейство Oxycoryninae (или Oxycorynidae)
  - Триба Aglycyderini Wollaston, 1864 (синонимы: Aglycyderidae, Proterhinidae)
  - Триба Metrioxenini Voss, 1953
    - Подтриба Afrocorynina Voss, 1957
    - Подтриба Metrioxenina Voss, 1957

  - Триба Oxycorynini Heyne & Taschenberg, 1907
    - Подтриба Allocorynina Sharp, 1890
    - Подтриба Oxycorynina Heyne & Taschenberg, 1907
    - Подтриба Oxycraspedina